# Elecciones legislativas de Colombia de 1931
En mayo de 1931 se efectuaron elecciones en Colombia para determinar los miembros de la Cámara de Representantes, comicios complementarios a los realizados el 1 de febrero anterior, donde se eligieron las Asambleas Departamentales que posteriormente determinarían la composición del Senado. Los comicios tuvieron lugar un año después del triunfo liberal en las elecciones presidenciales, por lo que este partido buscó en ambas jornadas aumentar su votación para controlar también el legislativo.
Las elecciones transcurrieron en medio de hechos de violencia en diversos departamentos, los cuales serían la antesala del conflicto entre liberales y conservadores que se agudizaría en el decenio siguiente. Durante los días de campaña, se dio una manipulación de registros y de resultados por parte de ambos partidos en los municipios bajo su control, lo cual se sumó el a choques armados en las poblaciones de Sincelejo, Cartago y Montería (desencadenando el incendio de la ciudad). Con posterioridad al día de las elecciones, se registraron hechos violentos en Tunja, Chiquinquirá, Pacho, Molagavita, Piedecuesta y Ciénaga de Oro. El día mismo de las elecciones, se registraron 17 muertos y setenta heridos.
Los resultados oficiales dieron la mayoría de votos al Partido Liberal, sin embargo, la distribución de escaños en cada circunscripción le dio a ambos partidos la igualdad de curules en la Cámara y la mayoría en el Senado al Partido Conservador.

## Resultados
| Partido             | Votos   | %    | Escaños |
| ------------------- | ------- | ---- | ------- |
| Partido Liberal     | 401,993 | 51.1 | 59      |
| Partido Conservador | 384,948 | 48.9 | 59      |
| Otros votos         | 216     | 0.0  | 0       |
| Total               | 787,157 | 100  | 118     |

## Fuente
- Dieter Nohlen (Editor), Elections in the Americas. Vol 2: South America. Oxford University Press, 2005